# Șoimuș, Bihor
Șoimuș este un sat în comuna Remetea din județul Bihor, Crișana, România.

## Denominație și datare documentară
1213 villa Solumus, 1332 sacerdos de villa Solmus, 1587 Alsolymos, Fellsolymos, 1692 Felso Solomos, 1828, 1851 Petrán-Solymos, 1913 Geypüsólymos.
Localitatea Șoimuș, aflată în județul Bihor este localizată pe hartă la 46° 43' Nord, 22° 21' Est. Localitatea este străbătută de râul Rosia. Codul poștal pentru localitatea Șoimuș din județul Bihor este 417414.

## Personalități
- Marțian Dan, om politic

## Vezi și
- Biserica de lemn din Șoimuș-Petreasa

 Acest articol despre o localitate din județul Bihor este deocamdată un ciot. Puteți ajuta Wikipedia prin completarea lui.